# Ramon Comaplà i Casamitjana
Ramon Comaplà i Casamitjana (Batet de la Serra, Garrotxa, 15 de maig del 1849 – Olot, 31 de desembre del 1917). Sacerdot escolapi, matemàtic i pedagog català.f
Va ser alumne de l'Escola Pia d'Olot. Entrà a aquest orde a Sabadell el 2 de febrer de 1865 i hi professà el 17 de gener de 1867. Cursà la carrera eclesiàstica a Moià; les assignatures examinades foren: el 1868 d'indústria i comerç i tenidoria de llibres, matemàtiques, filosofia (psicologia, teodicea i ètica); 1869 de química, física, teologia, francès, història natural; el 1870 de teologia moral, grec i història natural. En veure la seva capacitat per a les ciències, els superiors l'enviaren a la Universitat de Barcelona on es llicencià en ciències exactes; el pare Bernat Collasso —provincial de 1869 a 1875— es proposà fer treure títols oficials als religiosos i el pare Comaplà va ser-ne un d'ells.
Anà de professor de matemàtiques al juniorat de Moià (1876-1879) i després de passar pels col·legis d'Igualada i de Sant Antoni de Barcelona, el 1879 va ser enviat a Lleó, a la casa central d'estudis de San Marcos, com a professor de matemàtiques i de pedagogia dels joves escolapis. Tornà a Catalunya el 1885 i poc després va ser nomenat rector del col·legi de Vilanova i la Geltrú (1887-1899). Adequà la sala de dibuix en un espai ampli al sotateulada central i convertí l'espai anterior —sobre la capella— en sala d'actes on se celebraren les vetllades de la diada de Sant Tomàs d'Aquino, de la Puríssima, del Carnestoltes. Cancel·là tots els préstecs del col·legi. Decorà la capella amb pintures de Sugrañes i el 1893 per primera vegada s'hi celebrà la festa solemne de la primera comunió. Com a rector de Sant Antoni de Barcelona (1899-1902) amb el pare Jaume Català com a prefecte, emprengué la introducció de millores pedagògiques com el Pla d'Estudis de Comerç, l'esport i la gimnàstica. En fundar-se la casa d'estudis a Terrassa els superiors l'hi enviaren el 1902 com a professor de ciències i de matemàtiques. Va ser rector d'aquesta casa de 1909 a 1912. Després va ser nomenat assistent general i el pare general Tomàs Viñas li recomanà inscriure's a la Unió Internacional d'Obres Catòliques de l'Educació Física i li delegà tot el referent a educació física, esports i jocs escolars seguint les normes d'aquesta entitat: va ser com un delegat d'esports per a l'orde. La guerra europea que esclatà el 1914 trencà aquesta relació. El 1917 renuncià el càrrec per malalt i passà a residir a la comunitat escolàpia de Sarrià. Anà uns dies a Olot, la seva terra, buscant refer-se dels mals que patia, s'agreujà i l'hi va sobrevenir la mort.
Va ser un religiós que a més d'excel·lir en el coneixement de les matemàtiques, ciències naturals i pedagogia, fomentà l'esport, el dibuix i la música. El ventall de matèries que impulsà el pare Comaplà a finals del segle xix mostren que era un pedagog avançat en el seu temps.

## Obres
- Programa y pedagogía dictados de viva voz por el P. Ramón Comaplà en el Colegio de León y escritos por uno de sus alumnos. Manuscrit. Arxiu Provincial de l'Escola Pia de Catalunya. APEPC: 08-03 / caixa 197, núm. 7; 101 pàg.; 21'5 cm.